# Frank Verlaat
Frank Verlaat (Haarlem, 5 maart 1968) is een voormalig Nederlands voetballer.
Hij begon zijn carrière in de jeugd bij TYBB in Haarlem en ging al snel naar Ajax in 1986. Alhoewel hij als een groot talent gold, speelde hij in drie seizoenen slechts vijftien competitiewedstrijden. Wel maakte hij deel uit van het elftal dat de Europacup II won door Lokomotive Leipzig te verslaan. Daarna vertrok hij naar Zwitserland, waar hij drie jaar speelde voor Lausanne-Sport.
Vanaf 1992 kwam Verlaat drie seizoenen uit voor Auxerre, waarmee hij in 1994 de Coupe de France won. In die tijd speelde hij zijn enige interland voor het Nederlands elftal, op 22 februari 1995; een met 0–1 verloren vriendschappelijke wedstrijd tegen Portugal in Eindhoven, waar ook Edwin Vurens (FC Twente), Eric van der Luer (Roda JC) en Michel Kreek (Calcio Padova) onder leiding van bondscoach Guus Hiddink hun debuut maakten voor Oranje.
Later dat jaar maakte Verlaat zijn entree in de Bundesliga bij VfB Stuttgart. Met die club won hij de DFB-Pokal in 1997 en haalde hij opnieuw een Europacup II-finale. Ditmaal werd echter van Chelsea verloren.
Verlaat keerde in 1999 terug bij Ajax onder trainer Jan Wouters. Het werd echter geen succes en hij keerde na een seizoen terug naar Duitsland. Bij Werder Bremen was hij drie jaar lang een belangrijke man in de verdediging. In 2003 verkaste hij naar Oostenrijk. Na een jaar Austria Wien stond hij drie jaar onder contract bij Sturm Graz. In mei 2007 speelde hij daar zijn laatste wedstrijd.
Hij heeft zich na zijn loopbaan aan de Algarve gevestigd en was assistent-trainer van het jeugdelftal van zijn zoon Jesper Verlaat bij Ferreiras.

## Erelijst
| Competitie      |        |         |      |      |
| Competitie      | Aantal | Jaren   |      |      |
| Ajax            | Ajax   | Ajax    | Ajax | Ajax |
| --------------- | ------ | ------- | ---- | ---- |
| Europacup II    | 1x     | 1986/87 |      |      |
| Auxerre         |        |         |      |      |
| Coupe de France | 1x     | 1993/94 |      |      |
| VfB Stuttgart   |        |         |      |      |
| DFB-Pokal       | 1x     | 1997    |      |      |